# 중안조
《중안조》(重案組: Crime Story, Hard To Die)는 홍콩에서 제작된 황지강 감독의 1993년 범죄, 액션, 드라마 영화이다. 성룡, 정칙사, 나가영 등이 주연으로 출연하였다.

## 출연

### 주연
- 성룡 - 진반장
- 정칙사 - 홍정방
- 나가영 - 왕일비

### 조연
- 노혜광 - 오국인
- 오영미 - 홍정방의 애인
- 구양패산 - 왕일비의 아내
- 반령령 - 의사

## 한국판 성우진(MBC, 2003년 5월 17일)
- 박조호 - 진반장(성룡)
- 이성 - 서문정(윤발)
- 권혁수 - 과장(단위륜) / 오국화(종발)
- 기경옥 - 왕일비의 아내(구양패산)
- 이윤연 - 홍정방(정칙사)
- 이종혁 - 왕일비(나가영) / 수사관(가수량)
- 유은숙 - 홍정방의 애인(오영미)
- 고성일 - 공사 직원(왕장보)
- 노계현 - 조직원(황지위)
- 이상훈 - 오국인(노혜광) / 보트 선장(주백화)
- 채의진 - 의사(반령령)
- 최한 - 안제성(윤상림) / 정보센터 관리자(량금신)
- 표영재 - 진반장의 정보원(청지리)
- 문남숙 - 경찰(진혜영)
- 박신희 - 경찰(천심)
- 방성준 - 납치범(중안초)
- 이원찬 - 납치범(여국악)
- 정재헌 - 대만 수사관(방금력)
- 조현정 - 홍정방의 애인의 친구(진당새)